# 村元武
村元 武（むらもと たけし 1943年 - ）は編集者、出版社経営者。ビレッジプレス元代表。

## 略歴
大阪労音事務局に勤務後、1969年の内部闘争で退社。
アート音楽出版社でURCの機関紙「フォークリポート」の編集に携わる。
演劇センター68／70（のちの劇団黒テント）の「翼を燃やす天使たちの舞踏」の大阪上演を行い、その実行委員会のメンバーの山口由美子らと、1971年7月に日本初の情報誌「プレイガイドジャーナル」を刊行開始し、編集長となる。独特の誌面を作り、また数々のイベントを仕掛け、1970年代の関西サブカルチャー・シーンに大きな影響を与える。
のち「プレイガイドジャーナル社」の社長に。だが、1985年9月に経営権を譲りわたし、あらたに出版社「ビレッジプレス」を創立。「プレイガイドジャーナル」誌の連載を単行本にする他、雑誌「雲遊天下」「ぐるり」を刊行するなど、独自の出版活動を行っている。

## 著書
- 『プレイガイドジャーナルへの道1968～1973　大阪労音─フォークリポート─プレイガイドジャーナル』東方出版 2016
- 『プレイガイドジャーナルよ 1971～1985』東方出版 2017
- 『雲遊天下な日々に─森喜久雄、沢田としき、寺島珠雄の巻』東方出版 2019